# Rolofylline
Rolofylline (KW-3902) là thuốc lợi tiểu thực nghiệm hoạt động như một chất đối kháng thụ thể adenosine A1 chọn lọc. Nó được phát hiện tại NovaCardia, Inc., được Merck &amp; Co., Inc. mua vào năm 2007.
Sự phát triển của rolofylline đã bị chấm dứt vào ngày 1 tháng 9 năm 2009, sau khi kết quả của một thử nghiệm lâm sàng lớn (PROTECT) cho thấy thuốc không tốt hơn so với giả dược đối với bệnh nhân suy tim cấp. Những người tham gia được cho dùng rolofylline đã cho thấy một số cải thiện về khó thở, nhưng thuốc không ngăn ngừa tổn thương thận hoặc có bất kỳ ảnh hưởng đáng kể nào đến thành công điều trị tổng thể. Rolofylline cũng liên quan đến tỷ lệ co giật và đột quỵ cao hơn.